# Kap Valavielle
Kap Valavielle (französisch Cap Valavielle) ist ein Kap an der nördlichen Küste von Laurie Island im Archipel der Südlichen Orkneyinseln. Es liegt am nördlichen Ende der Watson-Halbinsel und markiert die westliche Begrenzung der Einfahrt zur Marr Bay.
Kartiert wurde das Kap im Februar 1838 bei der Antarktisexpedition (1837–1940) des französischen Polarforschers Jules Dumont d’Urville. Der weitere Benennungshintergrund ist nicht überliefert. Auf der Karte von 1903 ist das Kap noch als Cape Buchanan eingezeichnet. Ein Cape Vallavielle (Falschschreibung) ist auf dieser Karte weiter östlich eingezeichnet.